# Хакасский драматический театр имени А. М. Топанова
Хакасский национальный драматический театр имени А. М. Топанова — театр драмы в городе Абакане; назван в честь основоположника и первого художественного руководителя театра, режиссёра, поэта и драматурга А. М. Топанова.

## История
Театр создан в 1931 году. Художественным руководителем стал хакасский поэт и драматург Александр Михайлович Топанов. В 1954 году театр был объединен с театром русской драмы им. М. Ю. Лермонтова. В 1991 году театр вновь получил самостоятельность. В 1996 году получил статус национального театра, в 2001 году театру было присвоено имя A. M. Топанова.

## В настоящее время
В настоящее время спектакли играются на русском и хакасском языках. Театр отмечен премиями Министерства культуры РСФСР («Абахай Пахта» по пьесе А. Чапрая, постановка — С. Верхградский, 1990), Международного фестиваля тюркоязычных театров «Туганлык» в Уфе («Любовь Чингисхана» К. Чако, номинация «За своеобразие пластического решения», 1996), дипломами Международного театрального фестиваля тюркских народов «Науруз» в Казани («Слеза огня» К. Чако, 1998), принимал участие в праздновании 1000-летия киргизского эпоса «Манас», участник Международного фестиваля «Айтматов и театр» в Бишкеке («Энесай» по Ч. Айтматову, 1999), III Всемирной театральной олимпиады в Москве (2001), Международном театральном фестивале тюркских народов «Науруз» в Казани (2002), V Межрегиональном фестивале «Сибирский транзит» в Красноярске (2005). Постоянный гость краевого фестиваля «Театральная весна» в Красноярске. За последнее время гастролировал в Финляндии (1999) и Монголии (2000).

## Сотрудники
- Дорджин, Сангаджи-Гаря Оджакаевич (1908—1946) — калмыцкий композитор, заслуженный артист Калмыцкой АССР. Был сослан во время депортации калмыцкого народа в Абакан и работал в театре с декабря 1943 года по сентябрь 1946 года.
- Чаркова, Клавдия Семёновна (с 1942), актриса театра, народная артистка РСФСР.
- Кокова, Эльза Михайловна — режиссёр с 1965 года, художественный руководитель в 1991—2001 годах.